# 闘え!ドラゴンマン
『闘え!ドラゴンマン』（たたかえ!ドラゴンマン）は佐藤竜雄やサムシング吉松をはじめとしたアニメ関係者による自主映画である。

## 概要
佐藤竜雄が飲み会の席で「そろそろオレもマイマスクが欲しいなあ……」とつぶやいた事から制作が始まった。コスチューム製作費はすべて佐藤竜雄の自腹である。現在はWEBマガジン「トルネードベース」上でプロモーションムービーが公開されている。

## スタッフ
- 監督：サムシング吉松
- 原案・プロデュース：ドクトルF
- 題字：近藤ゆたか
- CG・音響：島津雅夫
- 音楽：英寛
- 編集協力：スティングレイ
- コスチュームデザイン：佐藤竜雄